# كاستييخار
بلدية كاستييخار (بالإسبانية: Castilléjar) هي بلدية تقع في مقاطعة غرناطة التابعة لمنطقة أندلوسيا جنوب إسبانيا.

## الديموغرافيا
بلغ عدد سكان بلدية كاستييخار 1.553 نسمة عام 2011 (وفقاً للمعهد الوطني الإسباني للإحصاء).
| 2.120 | 1.859 | 1.658 | 1.606 | 1.600 | 1.584 | 1.553 |